# Jan van Munster van Heuven
Jan Arnaud van Munster van Heuven (Bloemendaal, 3 oktober 1917 – Sydney, 10 maart 1995) was in de Tweede Wereldoorlog een RAF-vlieger.

## Biografie
Van Heuven was lid van de familie Van Heuven en een zoon van notaris Jan van Munster van Heuven (1885-1940) en diens eerste vrouw Johanna Cecilia Bleckmann (1889-1975). Hij vertrok in de oorlog naar Engeland en werd vlieger bij de Royal Air Force (RAF); daarna werd hij geplaatst bij het kustcommando omdat hij om gezondheidsredenen niet hoog mocht vliegen. Dat gold daarentegen niet degene met wie hij mede de vliegopleiding volgde in Engeland, Bruin Tammes.
Na de oorlog trouwde hij in 1948 in Londen met Moyra Frances Browne (1918) en in 1958 met Gabrielle Reinette Ruijs (1919). Uit beide huwelijken werden geen kinderen geboren. Hij was voorts directeur bij B.V. v/h Fabrieken C.J. van Houten & Zoon te Vaals en reservekapitein-vlieger bij de KLM.